# On Tour with Eric Clapton
On Tour with Eric Clapton es el primer álbum en vivo álbum de Delaney & Bonnie Bramlett, y el primero con el sello discográfico Atco/Atlantic. Editado en junio de 1970, el álbum se grabó con la banda de músicos más conocidos de Delaney and Bonnie, incluyendo a Eric Clapton, Jim Gordon, Carl Radle, Bobby Whitlock, Leon Russell, Dave Mason, y George Harrison (bajo el pseudónimo de "L'Angelo Misterioso"). Muchos de estos músicos después grabarían el álbum debut de Eric Clapton y el álbum de Derek and the Dominos Layla and Other Assorted Love Songs, y el álbum debut de George Harrison All Things Must Pass.

## Lista de canciones
1. "Things Get Better" (Steve Cropper, Eddie Floyd, Wayne Jackson) – 4:20
2. "Poor Elijah - Tributo a Johnson Medley" (Delaney Bramlett, J. Ford, Leon Russell) – 5:00
3. "Only You Know and I Know" (Dave Mason) – 4:10
4. "I Don't Want to Discuss It" (Beth Beatty, Dick Cooper, Ernie Shelby) – 4:55
5. "That's What My Man Is For" (Bessie Griffin) – 4:30
6. "Where There's a Will There's a Way" (Bonnie Bramlett, Bobby Whitlock) – 4:57
7. "Comin' Home" (Bonnie Bramlett, Eric Clapton) – 5:30
8. "Little Richard Medley: Tutti Frutti/The Girl Can't Help It/Long Tall Sally/Jenny Jenny" (Richard Penniman, R.W. Trout) – 5:45

## Personal
- Bonnie Bramlett: Voz.
- Delaney Bramlett: Guitarra, voz.
- Eric Clapton: Guitarra, voz.
- Leon Russell: Guitarra, teclados.
- Dave Mason: Guitarra.
- George Harrison: Guitarra.
- Carl Radle: Bajo.
- Bobby Whitlock: Órgano, teclados, voz.
- Rita Coolidge: Coros.
- Jim Gordon: Batería, percusión.
- Tex Johnson: Percusión.
- Bobby Keys: Saxofón.
- Jim Price: Trombón, trompeta, tuba.